# Rodenbek (Alster)
Die Rodenbek ist ein linker Zufluss der Alster und bildet gemeinsam mit Bredenbek und Lottbek sowie weiteren kleineren Bächen das Schmelzwasser-Flusssystem im Rodenbeker Quellental, das in der Weichsel-Eiszeit geformt wurde.
Wie die anderen Flüsse im Quellental fließt auch die Rodenbek in Ost-West-Richtung zur Alster, einem Nebenfluss der Elbe.
In der Rodenbek wurden neben den in der Alster vorkommenden Fischarten auch Quappen, Moderlieschen, Hasel und Stichlinge beobachtet. Die 2,8 Hektar großen idyllischen mit Seerosen bewachsenen Rodenbeker Teiche werden vom Sportfischerverein Rahlstedt von 1934 e. V. bewirtschaftet und  mit Karpfen, Schleien, Hechten, Flussbarschen und  Aalen besetzt.